# Tanoli
I Tanoli o (Tanole Tanolian Taniwal, dal nome del fiume Tanawal) sono una tribù che vive nella valle di Tanawal ad Hazara, nel Pakistan del nord-ovest.
Anche se "non sono di solito conosciuti come Pathan, per la lunga associazione con essi i Tanoli ne hanno preso molte caratteristiche, maniere e costumi." "Le pratiche tribali e culturali dei Tanoli assomigliano molto ad alcune dei Pathan." In quanto alleati dei Pathan, i Tanoli hanno partecipato alle guerre di frontiera con gli inglesi, e Charles Allen, nella sua analisi di queste guerre, li descrive come "estremamente ostili" e "coraggiosi e resistenti e tra i migliori spadaccini dell'Hazara."

## Nomi
I Tanoli sono anche conosciuti come Tanawal, dal nome del fiume. Il Censo Britannico includeva diverse varianti del nome: Taniwal Tanole Tanaoli, Tanol, Tol, Tholi, Tahoa, Tarnoli.

## Patria
I Tanoli incontrarono per la prima volta gli occidentali attorno al 1700 "nel bacino del Mahaban oltre l'Indo da cui erano stati guidati attraverso l'Indo dalla [tribù degli] Yusufzai". Verso la fine del XIX secolo i Tanoli avevano colonizzato un tratto del Tanawal nel centro ovest della ragione, tra Abbottabad e l'Indo, e la vasta zona collinare tra il fiume e le pianure Urash.
Secondo il Rapporto degli Insediamenti di Hazara, compilato dal sindaco Wace (1872), i Tanoli, che avevano fondato uno stato di nome Amb, avevano già stabilito il loro dominio sul Tanawal. La voluminosa copia Urdu del rapporto contiene molti passaggi sul resoconto storico dell'area. In alcune mappe del tempo incluse nel rapporto, che mostrano Hazara sotto i Mughal e i Durrani, lo stato di Amb è stato chiamato Mulk-i-Tanawal. L'esistenza originale di quel Mulk risale al periodo della grande invasione afgana dell'India.
I Tanoli sono divisi in due principali sottotribù: gli Hindwal e i Pallal. Questi ultimi occupano la porzione settentrionale del Tanawal, e, fino allo scioglimento degli stati principeschi nel 1968, costituivano il principato semi-indipendente di Amb.
Secondo la tradizione Tanoli (riportata in un commentario basato su un censimento del 1881/1891), sono chiamati così per un posto in "Afghanistan" (da non confondere con l'attuale stato dell'Afghanistan).